# Conde de Gloucester
El título de Conde de Gloucester fue creado en varias ocasiones en la nobleza de Inglaterra. Un conde mítico también fue un personaje en la obra de  El rey Lear de William Shakespeare. 
Véase también: Duque de Gloucester

## Condes de Gloucester, 1º nombramiento (1093)
- William Fitzeustace, I conde de Gloucester (d. 1094)

## Condes de Gloucester, 2º nombramiento (1121)
- Roberto, I conde de Gloucester (1100-1147)
- William Fitz Robert, II conde de Gloucester (1121-1183)

## Condes de Gloucester, 3º nombramiento (1186)
- Isabel de Gloucester (d. 1216) ostentado por el marido después de 1189.
- Juan I de Inglaterra (1166–1216) (unión al trono 1199)

## Condes de Gloucester, 4º nombramiento (1218)
- Gilbert de Clare, V conde de Hertford y I conde de Gloucester (1180-1230)
- Richard de Clare, VI conde de Hertford y II conde de Gloucester (1222-1262)
- Gilbert de Clare, VII conde de Hertford y III conde de Gloucester (1243-1295)
- Gilbert de Clare, VIII conde de Hertford y IV conde de Gloucester (1291-1314)

## Condes de Gloucester, 5º nombramiento (1299)
- Ralph de Monthermer, I barón de Monthermer (d. 1325) (adquirió los dominios condales mediante el matrimonio con la viuda del VI conde, y los perdió con la muerte de ella en 1307).

## Condes de Gloucester, 6º nombramiento (1337)
- Hugh de Audley, I conde de Gloucester (d. 1347)

## Condes de Gloucester, 7º nombramiento (1397)
- Thomas le Despencer, I conde de Gloucester (1373-1400), degradado en 1399.

- Datos: Q1277294
- Multimedia: Earls of Gloucester / Q1277294